# 村野常右衛門

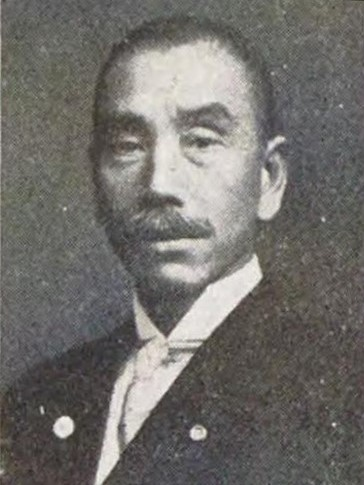
村野常右衛門

村野 常右衛門（むらの つねえもん、幼名・磯吉、1859年8月23日（安政6年7月25日） - 1927年（昭和2年）7月30日）は、明治から大正期の自由民権運動家、実業家、政治家。衆議院議員、貴族院勅選議員、神奈川県会議員。族籍は東京府平民。大日本国粋会会長。

## 来歴
武蔵国多摩郡野津田村（後の東京府南多摩郡鶴川村、現在の東京都町田市域）生まれ。地主・村野常右衛門（4代目）の長男。生家は代々農業を営んでいた。
明治元年（1868年）に父が死去し、明治2年（1869年）に家督を相続し常右衛門（5代目）を襲名。幼い頃から学問を好み、大谷村（現・町田市南大谷）の清水塾、野津田村の智新学舎、真下晩菘の融貫塾、耕余塾で学んだ。漢学を修めた。
1878年5月、結社責善会の結成に参加。1880年9月、野津田村戸長となり、南多摩郡政の刷新に取り組む。1881年6月、神奈川県会議員選挙において、南多摩郡役所が選挙人名簿の調製を怠り有権者を誤った状態で選挙を執行したことを追及し、佐藤俊正郡長を辞職に追い込んだ。郡政刷新の目的を果たした村野は、翌月戸長を辞職した。
1881年11月、石坂昌孝らと政治結社「融貫社」を結成し自由民権運動に加わる。1882年7月、融貫社を解散して自由党に入党した。1883年5月、野津田村に文武館凌霜館を設立し青年民権家の育成に取り組む。1885年、大井憲太郎の朝鮮革命計画に加わるが、計画が発覚し（大阪事件）逃亡後、1886年1月、横浜警察署に自首した。1887年9月、大阪臨時重罪裁判所で軽禁固1年・監視10か月の第一審判決を受け和歌山監獄に収監された。1888年9月、刑期を終えて出獄した。
1889年4月、鶴川村会議員に選出され、同年11月、神奈川県会議員補欠選挙に当選し1891年2月に辞任。1898年8月、第6回衆議院議員総選挙に東京府第13区で憲政党から出馬し当選。以後、第13回総選挙まで連続8回の当選を果たした。立憲政友会院内幹事を経て、1913年、幹事長に就任。第一次憲政擁護運動では立憲国民党と連携し、桂太郎内閣倒閣運動を指揮した。
1922年6月6日、貴族院勅選議員に任じられ、交友倶楽部に属して死去するまで在任。
また、横浜倉庫専務取締役、横浜鉄道監査役、自由通信社社長、満州日日新聞社長、大日本国粋会会長などを歴任した。墓所は町田市華厳院。

## 人物
色川大吉による伝記『流転の民権家 村野常右衛門』で、1926年（大正15年）5月12日に金沢市において開かれた大日本国粋会本部支部長会議の挨拶にて、鶴見騒擾事件について触れ、「任侠義気の精神があり善導して現代に応用すれば、国家が元気になる」とし、「（国粋会は）むしろあんな党派（ファシスタ党）の出現を防止するために起こっているようなもの」とヨーロッパのファシズム運動を批判した。
のちに政友会の院外団となった竹内雄は「演説をするのは尾崎萼堂や犬養木堂であっても、実際に憲政擁護運動の中心になったのは村野だった」と証言している。
住所は神奈川県横浜市青木町、東京府南多摩郡鶴川村野津田。

## 生家

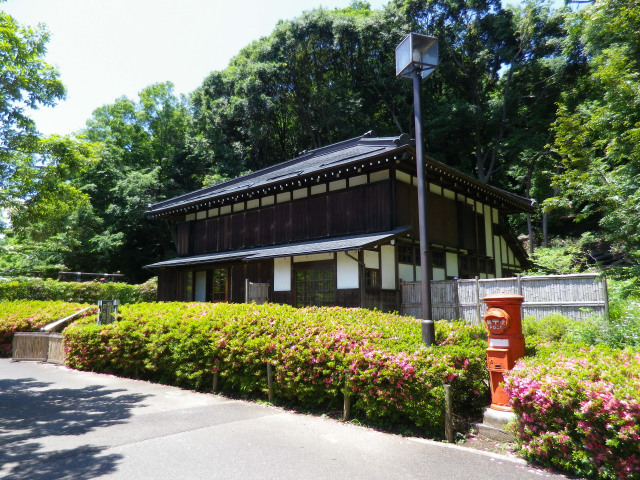
村野常右衛門生家

かつて常右衛門が住んでいた町田市野津田町の生家は、村野家から町田市に寄贈され、その後は近隣の町田市立野津田公園内に移築復元された。1994年7月には町田市の指定有形文化財に指定されている。現在は年末年始（12月28日～1月4日）を除く土曜・日曜・祝日（8月は毎日）に内部が一般公開されており、入場は無料となっている。

## 栄典
- 勲四等（日露事件の功に依る）[9]
- 勲三等（大正3、4年事件の功に依る）[9]

## 家族・親族
村野家
- 父：村野常右衛門[2][9]
  - 本人：村野常右衛門
  - 妻：村野ソネ（1862年 - ?、東京、内藤次右衛門の二女[2]）
    - 男：村野廉一（1896年 - ?[2]）[24]
    - 妻：村野治子（菅原伝の二女[25]）
    - 婿養子：村野國三郎（1872年 - ?、長女・テルの夫[9]）
    - 長女：村野テル（1883年 - ?、養子・國三郎の妻[9]）
    - 三女：内藤 悦（1899年 - ?、東京、内藤道輔の妻）[9]
    - 四女：村野喜代（1903年 - ?[2]）

## 参考資料
- 山崎謙編『衆議院議員列伝』衆議院議員列伝発行所、1901年。
- 『衆議院要覧 明治41年12月訂正』衆議院事務局、1897 - 1909年。
- 人事興信所編『人事興信録 第4版』人事興信所、1915年。
- 人事興信所編『人事興信録 第5版』人事興信所、1918年。
- 人事興信所編『人事興信録 第6版』人事興信所、1921年。
- 人事興信所編『人事興信録 第7版』人事興信所、1925年。
- 衆議院事務局編『衆議院議員略歴 第1回乃至第19回』衆議院事務局、1936年。
- 衆議院・参議院『議会制度百年史 - 衆議院議員名鑑』大蔵省印刷局、1990年。
- 衆議院・参議院編『議会制度百年史 - 貴族院・参議院議員名鑑』大蔵省印刷局、1990年。
- 秦郁彦編『日本近現代人物履歴事典』東京大学出版会、2002年。
- 色川大吉『流転の民権家：村野常右衛門』大和書房、1980年
- 町田市立自由民権資料館編『村野常右衛門とその時代』町田市教育委員会〈民権ブックス25〉、2012年。冊子